# Кузнецов, Николай Яковлевич
Николай Яковлевич Кузнецо́в (1873—1948) — русский и советский энтомолог и физиолог, лепидоптеролог и зоогеограф, член совета Русского энтомологического общества (с 1910 года), профессор ЛГУ, автор изоляционолистской теории обеднённости фауны чешуекрылых черноморского побережья Кавказа и Крыма, один из авторов «Основ физиологии насекомых» (1948—1953), описал ряд новых для науки таксонов бабочек.

## Биография
Родился 11 (23 мая) 1873 года в Санкт-Петербурге.
В 1895 году окончил курс естественно-исторического отделения физ.-мат. факультета Петербургского университета. Позднее работал там же прозектором при кафедре физиологии и сравнительной анатомии. Научным руководителем был Николай Евгеньевич Введенский. с 1917 года стал старшим зоологом Академии наук в С.-Петербурге. Также читал лекции по энтомологии на высших женских курсах в С.-Петербурге. 
В 1905 году стал заведующим отделом чешуекрылых в Зоологическом музее Императорской Академии Наук (позднее Зоологическом институте АН СССР, ныне ЗИН РАН). 
В 1918 году поочерёдно с другими зоологами исполнял обязанности директора  и председателя Совета Зоологического музея Академии Наук.
С 1927 года работал профессором Института прикладной зоологии и фитопатологии, а с 1931 года профессором ЛГУ.
В 1933 году избран вице-президентом Всесоюзного энтомологического обществ. В 1934 году присвоена степени доктора биологических наук по совокупности работ. С 1934—1937 — профессор Ленинградского сельхозинститута.
Умер 8 апреля 1948 года в Ленинграде. Похоронен на Богословском кладбище.

## Труды
- 1898: К фауне Macrolepidoptera Псковской губернии. // Тр. Рус. энтом. общ., 33: 85-131
- 1901: [Без загл.] // Русск. энтомол. обозрение, 1: 134
- 1903: Летние экскурсии 1902 г. на южном берегу Крыма // Рус. энтомол. обозрение, 3: 5-7
- 1908: Список бабочек, собранных Л.С.Бергом на северном побережье Аральского моря в 1906 г. // Изв. Туркест. Отд. Русск. Геогр. О-ва. Т.IV. Научн. результаты Аральской экспедиции, Вып. VIII.- Спб.: 103-121
- 1912-1913: Microlepidoptera. // В кн.: К. Ламперт, Н. Холодковский. Атлас бабочек и гусениц Европы и отчасти Русско-Азиатских владений, СПб.- c. 385-451 + табл. 91-93.
- 1915: Насекомые чешуекрылые (Insecta, Lepidoptera): Введение. Danaidae (Pieridae + Leptalidae auct.) // Пб.: Тип. Императ. Акад. Наук., Вып. 1: 1-336. — (Фауна России и сопред. стран; Т. 1)
- 1916: Описание Parametriotes theae, gen. n., sp. n. (Lepidoptera, Tineidae), нового вредителя чайного куста в Закавказье. // Рус. энтомол. обозр., т. 15, № 4: 627—652
- 1925: Some new Eastern and American elements in the fauna Lepidoptera of Polar Europa. // Доклады АН СССР, серия A: 119—122.
- 1929: Об отсутствии в Крыму некоторых элементов его фауны чешуекрылых. — Докл. АН СССР. Сер. А. 13: 321—326
- 1929: Насекомые чешуекрылые (Insecta, Lepidoptera): Введ. Asciidae (Danaidae).- Л.: Изд-во АН СССР., Вып. 2: 1-263 + 64 с. — (Фауна СССР и сопред. стран; Т. 1)
- 1938: Арктическая фауна Евразии со происхождение (преимущественно на основе материала по чешуекрылым). // Тр. Зоол. инст. АН СССР, 5: 1-85
- 1941: Чешуекрылые янтаря. — М.-Л., изд. АН СССР, c. 1-136
- 1948—1953: Основы физиологии насекомых. — М.-Л., т. 1-2.

## Награды и признание
- орден Трудового Красного Знамени (13.1.1945)
- премия. им. П.П. Семенова-Тян-Шанского ИРГО[3]
- премия им. Н. А. Холодковского АН СССР[3]
- член Лондонского энтомологического общества[3]